# 叶瑞琨
葉瑞琨（1954年9月—2022年4月25日），是一名中國現代畫家，國家一級美術師，曾任成都畫院副院長等職，以其金碧山水出名。

## 生平
1954年9月，葉瑞琨出生於成都，1972年師從岑學恭學習繪畫。文化大革命期間，他曾在大凉山彝族、汉族杂居的地方當過知青，期間曾參加解放軍，但由於成分問題“只做了半天的解放军”，後來經朋友介紹進入工廠做了10年工人。1986年，他進入成都畫院工作。其作品《转战之前》在1987年入藏中国军事博物馆，
1994年又为紫光阁创作《夹江山色》。
葉瑞琨是中国美术家协会会员和国家一级美术师，也曾擔任四川省中国画学会副会长、成都画院副院长、成都画院学术委员会秘书长，成都画院美术馆馆长等職。2013年至2017年，他還是四川省高級職稱（藝術類）評審委員會委員。葉氏晚年罹患淋巴癌，2022年4月25日19時13分因病去世。